# Jean Bayle-Lespitau
Jean Bayle-Lespitau (né le 17 juin 1929 à Pau et mort le 20 mai 2021 à Versailles) est un dirigeant français de basket-ball. Il est le premier président de la Ligue nationale de basket-ball, poste qu'il occupe de 1987 à 1999, et joue un rôle prépondérant dans la professionnalisation du basket-ball en France.

## Biographie
En 1985, il prend la présidence de la Commission exécutive du haut niveau de la Fédération française de basket-ball. Cette commission est chargée d'élaborer un statut du joueur professionnel en conformité avec le Code du Travail.
En 1987, il préside le nouveau Comité des clubs de haut niveau (CCHN), qui a pour mission l'organisation du championnat de France de basket-ball professionnel dans le cadre d'une délégation de pouvoir accordée par la FFBB.
En 1990, le CCHN devient la Ligue nationale de basket-ball, dont il est le président jusqu'en 1999.
En 1991, il est l'un des cofondateurs de l'Union des ligues européennes de basket-ball (ULEB).
Il meurt le 20 mai 2021 à Versailles.